# Tajemství proutěného košíku
Tajemství proutěného košíku (1978) je kniha pro děti od Markéty Zinnerové. Kniha byla napsána podle stejnojmenného televizního seriálu. Předobrazem pro hlavní postavu Klárku byla dcera Markéty Zinerové, Petra Jelenová.